# 厄班代爾 (愛荷華州)
厄班代爾（英語：Urbandale）是一個位於美國愛荷華州波爾克縣和達拉斯縣的城市。

## 地理
厄班代爾的座標為41°38′11″N 93°44′10″W / 41.63639°N 93.73611°W，而該地的平均海拔高度為288米（即945英尺）。

## 人口
根據2010年美國人口普查的數據，厄班代爾的面積為56.82平方千米，當中陸地面積為56.77平方千米，而水域面積為0.05平方千米。當地共有人口39463人，而人口密度為每平方千米694人。